# Pauline Peyraud-Magnin

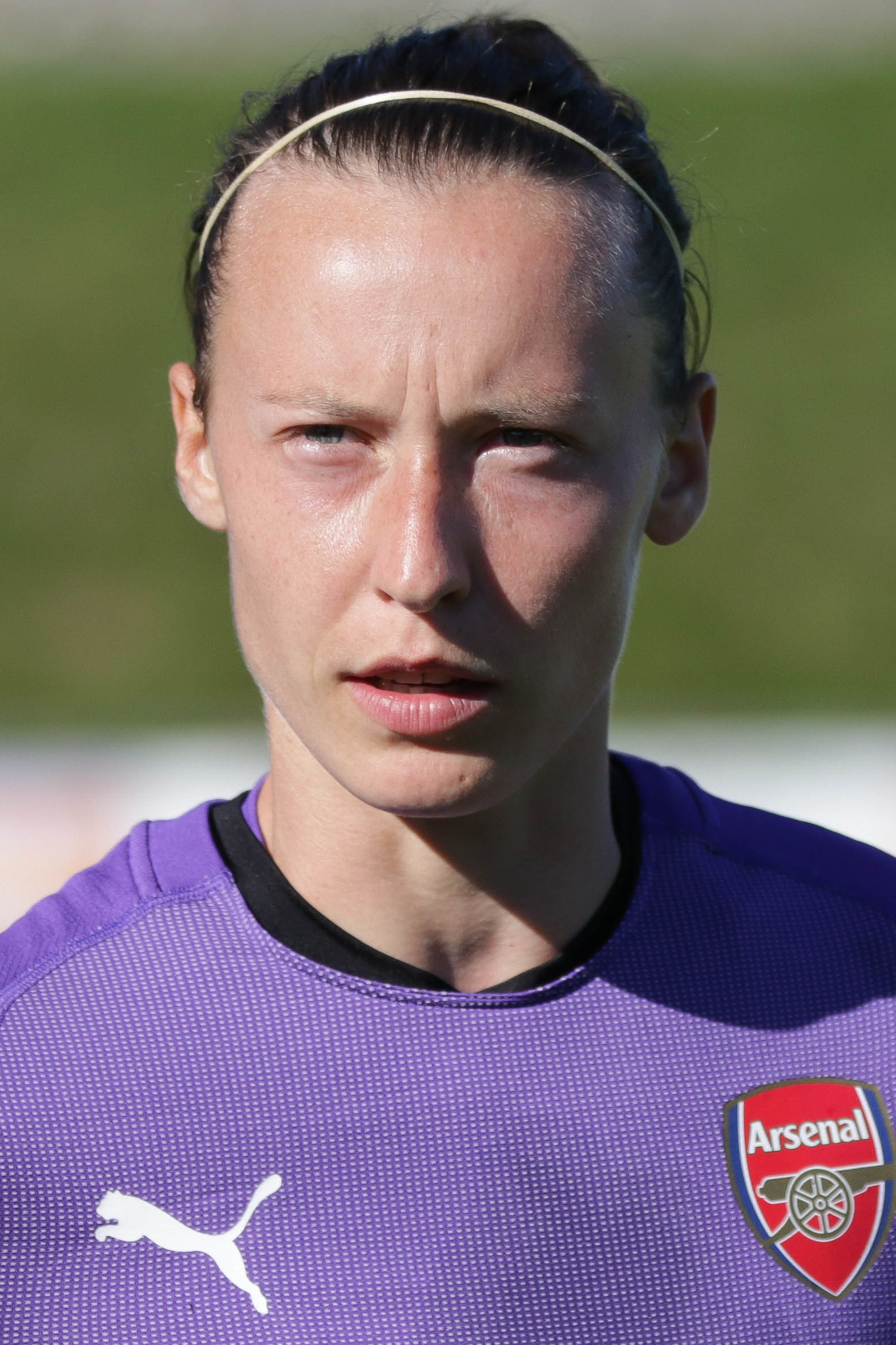
Pauline Peyraud-Magnin (2018)

Pauline Camille Peyraud-Magnin (* 17. März 1992 in Lyon) ist eine französische Fußballspielerin. Die Torhüterin wurde erst vergleichsweise spät in ihrer Karriere auch in die Nationalelf berufen.

## Vereinskarriere
Pauline Peyraud-Magnin begann als Elfjährige, anfangs im Mittelfeld, bei SC Caluire Saint-Clair und anschließend bei der Union Sportive aus Montanay – beide Städte liegen im Großraum rund um ihre Geburtsstadt Lyon – mit dem Vereinsfußball. 2005 wechselte sie in das Nachwuchsleistungszentrum von Olympique Lyon, und dort kam sie bereits ab der Saison 2007/08 in der Frauen-Reservemannschaft, die in der dritten Liga antrat, zu Pflichtspieleinsätzen. Ihre ersten beiden Spiele für Olympiques Erstliga-Frauschaft absolvierte die 1,73 m große Torfrau aber erst in der Saison 2012/13, als sie am drittletzten und letzten Spieltag von Trainer Patrice Lair jeweils auswärts eingesetzt wurde. Auch wenn sie in den beiden Partien beim Arras FCF und AF Rodez ihren Kasten sauber zu halten vermochte, kam sie in der folgenden Spielzeit nur zu drei weiteren Begegnungen in der Division 1, denn Lyon war auch auf dieser Position mit den Nationalspielerinnen Sarah Bouhaddi und Céline Deville personell stark besetzt.
Deshalb verließ Peyraud-Magnin nach zwei Meistertiteln ihre Herkunftsregion und schloss sich 2014 dem Erstligaaufsteiger FF Issy aus der Île-de-France an. Bei Issy wurde sie zur Nummer eins, aber ihr Team stieg nach einem Jahr postwendend wieder in die zweite Division ab, weshalb sie zur AS Saint-Étienne und somit zurück in ihre heimatliche Region wechselte. Auch bei ASSE war sie die Stammtorhüterin, belegte gemeinsam mit ihrer Mannschaft zudem einen gesicherten Rang im Tabellenmittelfeld der Liga, aber bereits nach zwölf Monaten zog es sie von dort an die Mittelmeerküste, wo sie bei Olympique Marseille wiederum für einen Aufsteiger antrat und einmal mehr die unangefochtene Nummer eins im Tor war. Diese Saison 2016/17 schloss OM auf einem überraschend guten vierten Platz ab – und ebenso überraschend verließ die Torfrau auch diesen Klub nach nur einem Jahr, um erneut zu Olympique Lyon zurückzukehren, wo nach dem Weggang von Méline Gérard die zweite Position hinter Sarah Bouhaddi frei geworden war. Infolgedessen hatte Pauline Peyraud-Magnin bis zum Sommer 2018 lediglich ein weiteres Liga-, dazu ein Champions-League- (im Achtelfinale gegen BIIK Kazygurt aus Kasachstan) sowie vier Spiele im Landespokal bestritten. Immerhin hütete sie – und nicht Bouhaddi – in diesem Wettbewerb das Lyoner Tor beim Endspiel gegen den Paris Saint-Germain FC; allerdings musste sie den einzigen Treffer der Partie durch Marie-Antoinette Katoto passieren lassen und ging mit ihren Mitspielerinnen am Ende leer aus.
Gleich anschließend verließ sie Lyon wieder, nachdem die Arsenal Ladies aus London ihr einen Vertrag angeboten hatten, über dessen Laufzeit und Konditionen Stillschweigen vereinbart wurde. Grund für diesen Wechsel war, deutlich mehr Einsatzzeit als bei ihrem Ausbildungsverein zu bekommen. Nach einer kurzen Eingewöhnungs- und Rekonvaleszenzphase setzte sie sich dort ab Ende 2018 gegen ihre Hauptkonkurrentin, die niederländische Europameisterin von 2017, Sari van Veenendaal, durch und stand meist in Arsenals Startelf – bis eine bei ihrem Länderspieldebüt für Frankreich erlittene Verletzung (siehe den Abschnitt weiter unten) sie etwas zurückwarf. Dennoch konnte sie am Ende ihrer ersten Saison auf der Insel (2018/19) den Titelgewinn in der FA Super League feiern. Zur Spielzeit 2020/21 zog es sie zu Atlético Madrid, wo mit Aïssatou Tounkara und Emelyne Laurent zwei weitere Französinnen unter Vertrag standen. Nur ein Jahr darauf wechselte sie zu Juventus Turin, setzte sich dort auf Anhieb durch und gewann 2021/22 den Titel in der Serie A, stand auch im gegen die Roma gewonnenen Pokalendspiel zwischen den Pfosten.
2021 hat Peyraud-Magnin sich in einem Gespräch mit der Nachrichtenagentur AFP als erste der aktuellen französischen Nationalspielerinnen bezüglich ihrer Homosexualität geoutet.

### Stationen
- SC Caluire Saint-Clair (2003/04)
- US Montanay (2004/05)
- Olympique Lyon (2005–2014)
- FF Issy (2014/15)
- AS Saint-Étienne (2015/16)
- Olympique Marseille (2016/17)
- Olympique Lyon (2017/18)
- Arsenal Women FC (2018–2020)
- Atlético Madrid (2020/21)
- Juventus Turin (seit 2021)

## Nationalspielerin
Pauline Peyraud-Magnin hat ab 2008 für die französischen Jahrgangsauswahlteams gespielt, beginnend mit der U-17, für die sie in der Saison 2008/09 zu sechs Einsätzen kam und an der B-Jugend-Europameisterschaft im schweizerischen Nyon teilgenommen hat, bei der ihr Team den dritten Platz belegte. Überraschenderweise – ohne zuvor für die U-19 gespielt zu haben – gehörte sie in der folgenden Spielzeit sogar Frankreichs Juniorinnen an, für die sie eine Partie bestritt und 2010 auch bei der U-20-Weltmeisterschaft zum französischen Kader gehörte. Bei diesem Turnier in Deutschland kam sie dann allerdings nicht zum Einsatz, weil in allen drei Begegnungen der Bleuettes Laëtitia Philippe den Vorzug erhielt. Erst anschließend wurde Peyraud-Magnin dann auch bei sechs Spielen in der U-19 aufgestellt.
2016 gewann sie mit den Französinnen unter Trainerin Élisabeth Loisel den Titel bei der Militärweltmeisterschaft, die in der Bretagne ausgetragen worden war. Es folgten im Januar 2017 sowie beim Turkish Women’s Cup im März 2018 insgesamt vier Begegnungen, bei denen sie im Tor der französischen B-Nationalelf stand. Im Frühjahr 2017 war sie auch zum ersten Mal zu einem Lehrgang der Frauen-A-Elf eingeladen worden und gehörte anlässlich der Europameisterschaft 2017 als eine von fünf potentiellen Nachrückerinnen sogar zum erweiterten Aufgebot von Trainer Olivier Echouafni. Aber erst als 27-Jährige kam sie auch in diesem Kreis zu einem Länderspiel: Echouafnis Nachfolgerin Corinne Diacre setzte Pauline Peyraud-Magnin am 4. April 2019 gegen Japan in der Startelf ein. Bei ihrem Debüt wurde die Torhüterin allerdings bereits nach 20 Minuten verletzt ausgewechselt. Dennoch hat Diacre sie vier Wochen später in den französischen Kader für die WM 2019 berufen, in dem sie allerdings wiederum mit Sarah Bouhaddi eine Konkurrentin hatte, die bei der Trainerin unangefochten als Nummer eins gesetzt war. Eines der letzten beiden Vorbereitungsspiele auf dieses Turnier konnte sie aber über die volle Spieldauer bestreiten. Nach der WM, als Bouhaddi sich eine lange Pause bei den Bleues gönnte, trat sie deren Nachfolge an und zählt zum Aufgebot für die Europameisterschaft 2022. Insgesamt hat sie es bisher auf 30 Einsätze gebracht; in ihrem 13. Spiel musste sie zum ersten Mal hinter sich greifen. (Stand: 23. Juli 2022)
Sie wurde für die WM-Endrunde 2023 in Australien und Neuseeland nominiert, in jedem der fünf Spiele ihres Teams eingesetzt und schied mit der Mannschaft im Viertelfinale nach Elfmeterschießen gegen die Australierinnen aus.

## Palmarès
- Französische Meisterin: 2012/13, 2013/14, 2017/18
- Französische Pokalsiegerin: 2012/13, 2013/14 (jeweils ohne Einsatz im Endspiel)
- Champions-League-Siegerin: 2017/18 (ohne Einsatz im Endspiel)
- Englische Meisterin: 2018/19
- Spanische Supercupsiegerin: 2021 (ohne Einsatz im Endspiel)
- Italienische Supercupsiegerin: 2021
- Italienische Meisterin: 2021/22, 2024/25
- Italienische Pokalsiegerin: 2021/22, 2022/23
- Team des Jahres der Serie A: 2022
- Militärweltmeisterin 2016